# Psautier Tickhill
Le psautier Tickhill est un manuscrit enluminé contenant le livre des Psaumes, exécuté en Angleterre vers 1303-1314. Il aurait été copié par John Tickhill, prieur du monastère de Worksop (en) dans le Nottinghamshire pendant cette période et qui lui a donné son nom. Il est décoré de plus de 480 illustrations, principalement en bas de page, bien qu'il soit resté inachevé. Il est actuellement conservé à la New York Public Library au sein de la Spencer Collection.

## Histoire
Un colophon du XVe siècle en début d'ouvrage indique que l'ouvrage a été copié de la main de John Tickhill et aussi doré par lui. John Tickhill a été nommé à la tête du prieuré de Worksop (en) en 1303, nous indiquent d'autres textes, mais il a été relevé de ses fonctions en 1313 pour « incontinence et dilapidation des biens du monastères ». Les historiens de l'art ont ainsi émis l'hypothèse que la réalisation d'un tel manuscrit richement illustré ait contribué à la ruine de l'établissement monastique. Cependant, plusieurs indices font penser qu'un seul homme n'est pas à l'origine d'un seul ouvrage comme celui-ci. Le colophon est en effet très tardif et écrit à une époque où la mémoire des origines du livre a pu être oubliée et transformée. La seule mention dans le texte liée au prieuré se trouve dans les litanies, qui ont été écrites d'une main différente du reste des psaumes. Enfin, plusieurs styles ont été distinguées dans les enluminures. L'ouvrage pourrait avoir été réalisé à l'extérieur du prieuré et apporté sur place inachevé. 
À la fin du XVIIIe ou début du XIXe siècle, le manuscrit entre en possession de William Kerr (1763-1824), Marquis de Lothian (en) qui le conserve dans sa propriété de l'abbaye de Newbattle en Écosse. Ses descendants le mettent aux enchères à la maison de vente new-yorkaise de l'American Art Association en 1932. Il est alors acquis par la New York Public Library où il est toujours conservé. 

## Description
Le texte contient non seulement le livre des Psaumes, mais celui-ci, écrit à l'encre noire, est accompagné, tout au long du livre, des commentaires de Pierre Lombard, écrits en rouge. Le livre contient d'ailleurs en introduction la préface du commentaire de Lombard. Le texte s'achève par des litanies. Le calendrier, présent habituellement dans les psautiers, est ici absent car le livre est inachevé.
Le programme iconographique est très riche et ambitieux, mais est inachevé lui aussi, n'occupant que les 90 premiers folios. À partir du folio 91r, les peintures sont simplement ébauchées, sans détails, à partir du folio 107, ils ne contiennent plus que le dessin à la plume, normalement sous-jacent. À partir du folio 112v, il ne reste que les espaces laissés vides pour les enluminures prévues. Cette décoration consiste tout d'abord en une grande miniature en pleine page représentant l'arbre de Jessé. Puis, on compte 11 grandes lettrines historiées occupant presque une page complète, à chaque grand chapitre du texte.
Enfin, on compte 482 illustrations en bas de chaque page du manuscrit. L'iconographie y est presque complètement indépendante du texte. Elle commence avec des représentations de scènes du livre de la Genèse présentes sous toutes les pages de la préface de Pierre Lombard. Sous les psaumes, se trouvent des scènes de la vie de David et de son fils Salomon sur 450 pages environ. Ces scènes sont basées sur les livres de Samuel et les livres des Rois mais le programme iconographique est fondé sur le commentaire tirée de l’Historia Scholastica de Pierre le Mangeur.

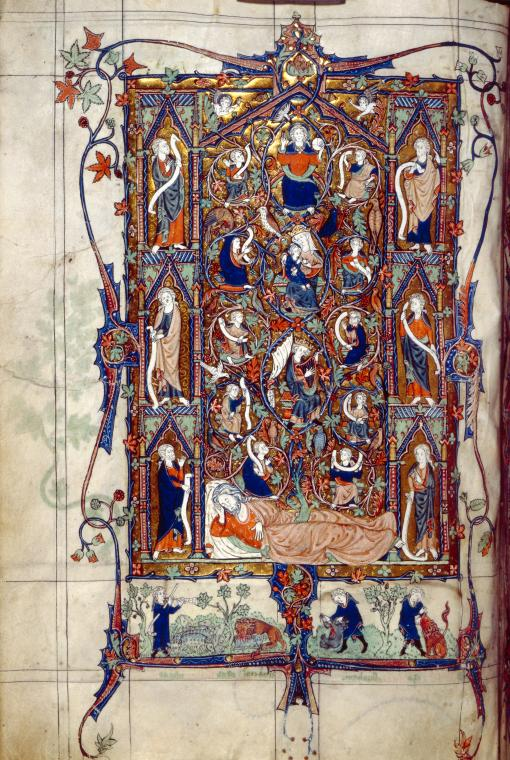
Arbre de Jessé, f.5v
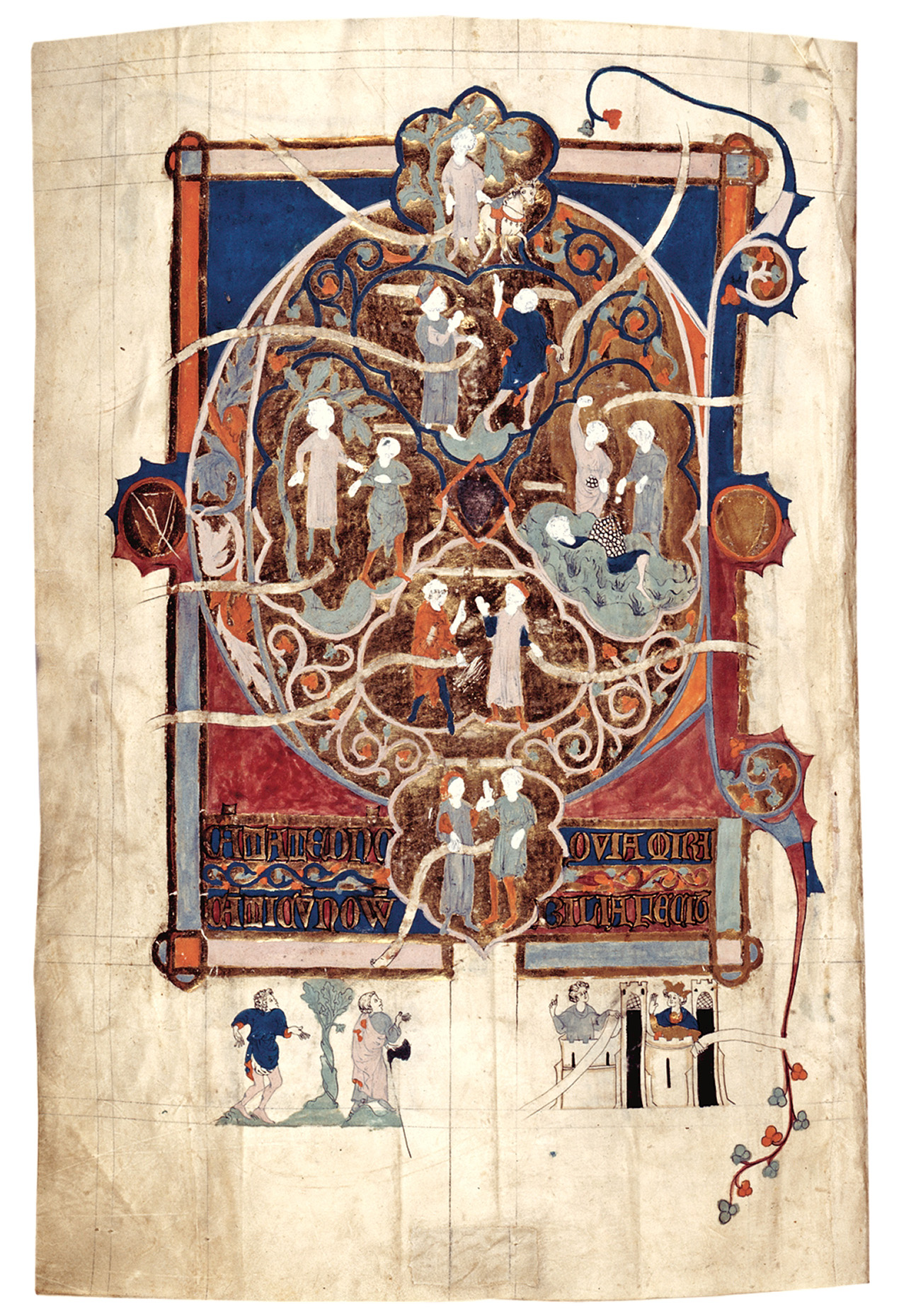
Grande lettrine laissée inachevée, f.104